# Normandia hercegeinek listája
A Normandiai Hercegség uralkodóinak listája 15 uralkodót számlál. 
Az Észak-Franciaországban elterülő hercegséget 911-ben kapta meg Rollo viking törzsfő hűbérbirtokként III. (Együgyű) Károly nyugati frank királytól. Később I. (Hódító) Vilmos herceg elfoglalta Angliát, ő és utódai ott már Anglia királyaiként uralkodtak. Normandia, mint önálló hercegség, 1204-ben szűnt meg.
| Uralkodó                                       | Mellékneve         | Uralkodott  | Francia név             | Megjegyzés                                               |
| ---------------------------------------------- | ------------------ | ----------- | ----------------------- | -------------------------------------------------------- |
| Rollo * 846; † 932                             | -                  | 911–927     | ugyanaz                 | Más néven: Hrólf Rögnvaldsson, keresztelése után Róbert. |
| I. Vilmos * 893/894; † 942. dec. 17.           | a Hosszúkardú      | 927–942     | Guillaume Longue-Épée   | Rollo fia.                                               |
| I. Richárd * 933. aug. 28.; † 996. nov. 20.    | a Rettenthetetlen  | 942–996     | Richard Sans-Peur       | I. Vilmos fia.                                           |
| II. Richárd * 963. aug. 23; † 1026. aug. 28.   | a Jóságos          | 996–1026    | Richard le Bon          | I. Richárd fia.                                          |
| III. Richárd * 997; † 1027. aug. 6.            | -                  | 1026–1027   | Richard                 | II. Richárd idősebbik fia.                               |
| I. Róbert * 1000. jún. 22.; † 1035. júl. 3.    | az Ördög, a Fényes | 1028 – 1035 | Robert le Magnifique    | II. Richárd ifjabbik fia.                                |
| II. Vilmos * 1027; † 1087. szept. 9.           | a Hódító           | 1035–1087   | Guillaume le Conquérant | I. Róbert fia.                                           |
| II. Róbert * 1051/1054; † 1134. febr. 10.      | a Lábszárpáncélos  | 1087–1106   | Robert Courteheuse      | II. Vilmos fia.                                          |
| I. Henrik * 1068; † 1135. dec. 1.              | a Szépdiák         | 1106–1135   | Henri Beauclerc         | II. Róbert öccse.                                        |
| III. Vilmos * 1103; † 1120. nov. 25.           | a Ætheling         | (1120-ig)   | Guillaume Adelin        | I. Henrik fia.                                           |
| István * 1096/97; † 1154. okt. 25.             | a Blois-i          | 1135–1144   | Étienne de Blois        | II. Vilmos unokája.                                      |
| Gottfried * 1113 aug. 24; † 1151. szept. 7.    | a Szép             | 1144–1150   | Geoffroy le Bel         | I. Henrik veje.                                          |
| II. Henrik * 1133 márc. 5; † 1189. júl. 6.     | -                  | 1150–1189   | Henri                   | Gottfried fia.                                           |
| IV. Richard * 1157. szept. 8.; † 1199. ápr. 6. | az Oroszlánszívű   | 1189–1199   | Richard Cœur de Lion    | II. Henrik fia.                                          |
| János * 1166. dec. 24.; † 1216. okt. 19.       | a Földnélküli      | 1199 – 1204 | Jean sans Terre         | IV. Richard öccse.                                       |

## Családfa
```
                                  Rollo
                                (846–932)
                                    │
                                I. Vilmos
                                (894–942)
                                    │
                               I. Richard
                                (933–996)
                                    │
                               II. Richard
                                (963–1026)
                           _________│____________
                           │                    │
                      III. Richard          I. Róbert
                       (997–1027)          (1000–1035)
                                                │
                                           II. Vilmos
                                           (1027–1087)              
                                   _____________│_______________
                                   │                           │
                              II. Róbert                  I. Henrik
                              (1054–1134)                 (1068–1135)
                                                 ______________│_____________
                                                 │                          │
                                 Gottfried  ∞  Matilda                 III. Vilmos
                                (1113–1151) │ (1102–1167)               (1103–1120)
                                            │        
                                            │
                                       II. Henrik
                                       (1133–1189)
                                  __________│__________
                                  │                   │
                             IV. Richárd            János
                             (1157–1199)         (1167–1216)
```

## Fordítás
Ez a szócikk részben vagy egészben  a   Duke of Normandy#List of Dukes of Normandy című angol Wikipédia-szócikk fordításán alapul.  Az eredeti cikk szerkesztőit annak laptörténete sorolja fel. Ez a jelzés csupán a megfogalmazás eredetét és a szerzői jogokat jelzi, nem szolgál a cikkben szereplő információk forrásmegjelöléseként.